# Spathoglottis vanoverberghii
Spathoglottis vanoverberghii är en orkidéart som beskrevs av Oakes Ames. Spathoglottis vanoverberghii ingår i släktet Spathoglottis och familjen orkidéer. Inga underarter finns listade i Catalogue of Life.